# Antonio Ullo
Antonio Ullo (né le 7 janvier 1963 à Milazzo) est un athlète italien spécialiste du sprint et notamment du 60 mètres.

## Biographie
En 1984, Antonio Ullo se classe deuxième sur 60 mètres lors des Championnats d'Europe en salle, derrière l'Ouest-allemand Christian Haas. Aux Jeux olympiques de Los Angeles, il termine 4e sur 4 × 100 mètres, au sein du relais italien composé également de Giovanni Bongiorni,
Stefano Tilli et Pietro Mennea.
En 1987, il obtient une seconde médaille aux Championnats d'Europe en salle, avec cette fois le bronze, toujours sur 60 mètres.
Au niveau national, Ullo remporte le titre sur 100 mètres en 1988, et celui du 60 mètres en salle à cinq reprises (1984, 1986, 1988-1990).

### Palmarès
| Date | Compétition                    | Lieu         | Résultat | Performance |         |
| ---- | ------------------------------ | ------------ | -------- | ----------- | ------- |
| 1984 | Championnats d'Europe en salle | Göteborg     | 2e       | 60 m        | 6 s 68  |
| 1984 | Jeux olympiques                | Los Angeles  | 4e       | 4 × 100 m   | 38 s 87 |
| 1985 | Championnats d'Europe en salle | Athènes      | 4e       | 60 m        | 6 s 66  |
| 1985 | Coupe du monde des nations     | Canberra     | 5e       | 4 × 100 m   | 38 s 76 |
| 1987 | Championnats d'Europe en salle | Liévin       | 3e       | 60 m        | 6 s 61  |
| 1987 | Championnats du monde en salle | Indianapolis | 4e       | 60 m        | 6 s 64  |
| 1988 | Championnats d'Europe en salle | Budapest     | 6e       | 60 m        | 6 s 67  |
| 1989 | Championnats d'Europe en salle | La Haye      | 6e       | 60 m        | 6 s 68  |
| 1989 | Championnats du monde en salle | Budapest     | 4e       | 60 m        | 6 s 63  |

### Records
| Épreuve              | Performance | Lieu        | Date        |
| -------------------- | ----------- | ----------- | ----------- |
| 60 mètres (en salle) | 6 s 61      | Budapest    | 5 mars 1989 |
| 100 mètres           | 10 s 36     | Los Angeles | 3 août 1984 |